# Progress of Theoretical and Experimental Physics
Progress of Theoretical and Experimental Physics est une revue scientifique mensuelle internationale à comité de lecture publiée par Oxford University Press pour le compte de la Physical Society of Japan. Le facteur d'impact en 2016 est 2.039 (Journal Citation Reports).
Il a été créé en juillet 1946 sous le titre Progress of Theoretical Physics par Hideki Yukawa et renommé en janvier 2013.
Le journal fait partie du Sponsoring Consortium for Open Access Publishing in Particle Physics (SCOAP3).